# L'Hostal de Baix
L'Hostal de Baix és una obra de Brunyola i Sant Martí Sapresa (Selva) inclosa a l'Inventari del Patrimoni Arquitectònic de Catalunya.

## Descripció
Edifici aïllat de dues plantes i coberta de doble vessant a laterals situada a la vora del nucli de Sant Martí Sapresa. La façana està arrebossada, encara que presenta la pedra vista i la teulada original ha estat realçada al costat dret.
Les obertures són majoritàriament d'obra de rajola i rectangulars, encara que n'hi ha algunes d'emmarcades de pedra, encara què a la banda nord hi ha dos grans portals d'arc rebaixat de rajola.
Les cobertes són de teula àrab, els ràfecs inexistents i la part realçada del costat dret deixa entreveure l'aparell de maons.